# NGC 47
NGC 47 (catalogata anche come NGC58) è una galassia a spirale barrata situata nella costellazione della Balena.
La galassia è stata scoperta nel 1886 dall'astronomo Ernst Wilhelm Tempel. La denominazione alternativa NGC 58 deriva dal fatto che la galassia fu individuata nell'ottobre stesso anno anche dall'astronomo statunitense Lewis Swift, che non era al corrente della precedente scoperta da parte di Tempel e questo portò alla doppia assegnazione nel catalogo per lo stesso oggetto celeste.

## Caratteristiche
NGC 47 appare come una piccola e debole nebulosa a spirale, con un nucleo più brillante e una forma ovalizzata. In base alla stima del suo redshift, si ritiene che la galassia si trovi a circa 236 milioni di anni luce di distanza dalla Terra.
La classe di luminosità di NGC 47 è II-III e presenta una larga riga a 21 cm dell'idrogeno neutro.
La luminosità superficiale è uguale a 14,81 mag/arcmin2 per cui può essere considerata una galassia a bassa luminosità superficiale; questa tipologia è costituita da galassie diffuse con una luminosità inferiore di un ordine di grandezza a quella del cielo notturno.